# Port St. Joe
Port St. Joe è una città degli Stati Uniti d'America situata in Florida, nella Contea di Gulf, della quale è anche il capoluogo.